# Эрисихтон (сын Триопа)
Эрисихтон (др.-греч. Ἐρυσίχθων «хранитель земли» или «разгребающий землю») — в древнегреческой мифологии сын царя Фессалии Триопа (по версии, сын Мирмидона), отец Мнестры (Местры). Он же Эфон.
По рассказу Овидия, он срубил священный дуб Деметры, из которого заструилась кровь гамадриады. Согласно Каллимаху, 20 его служителей срубили тополь в роще Деметры в Дотии (Фессалия).
За непочтительное отношение к богам Эрисихтон был наказан Деметрой, наславшей на него неутолимый голод. Он съел все, что было в доме, истратил все средства на еду, неоднократно продавал в рабство свою дочь Мнестру (она могла изменять свой облик и после продажи сбегала, возвращаясь к отцу). В конце концов Эрисихтон начал грызть собственное тело, уничтожив себя.

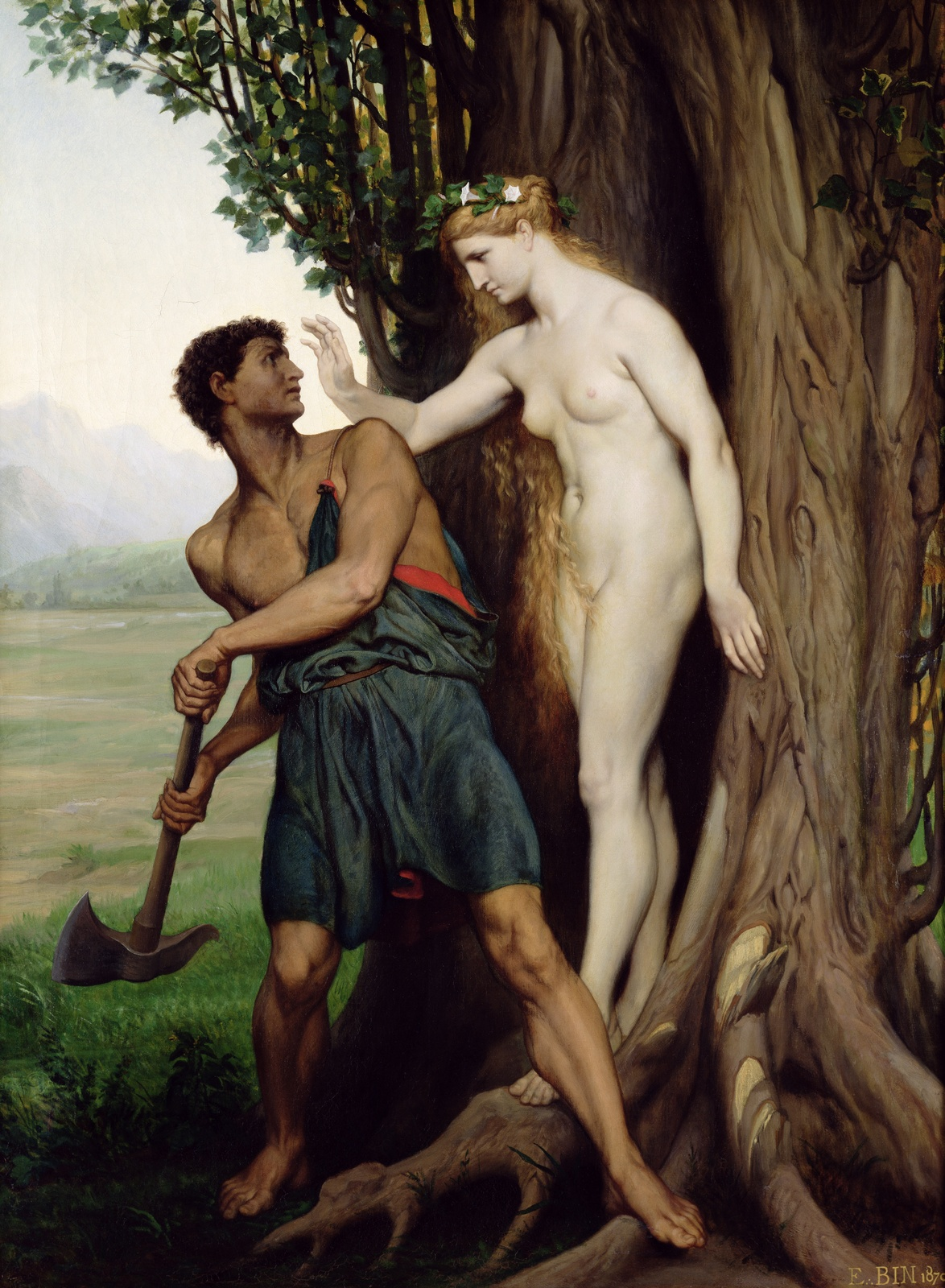
Эрисихтон и гамадриада
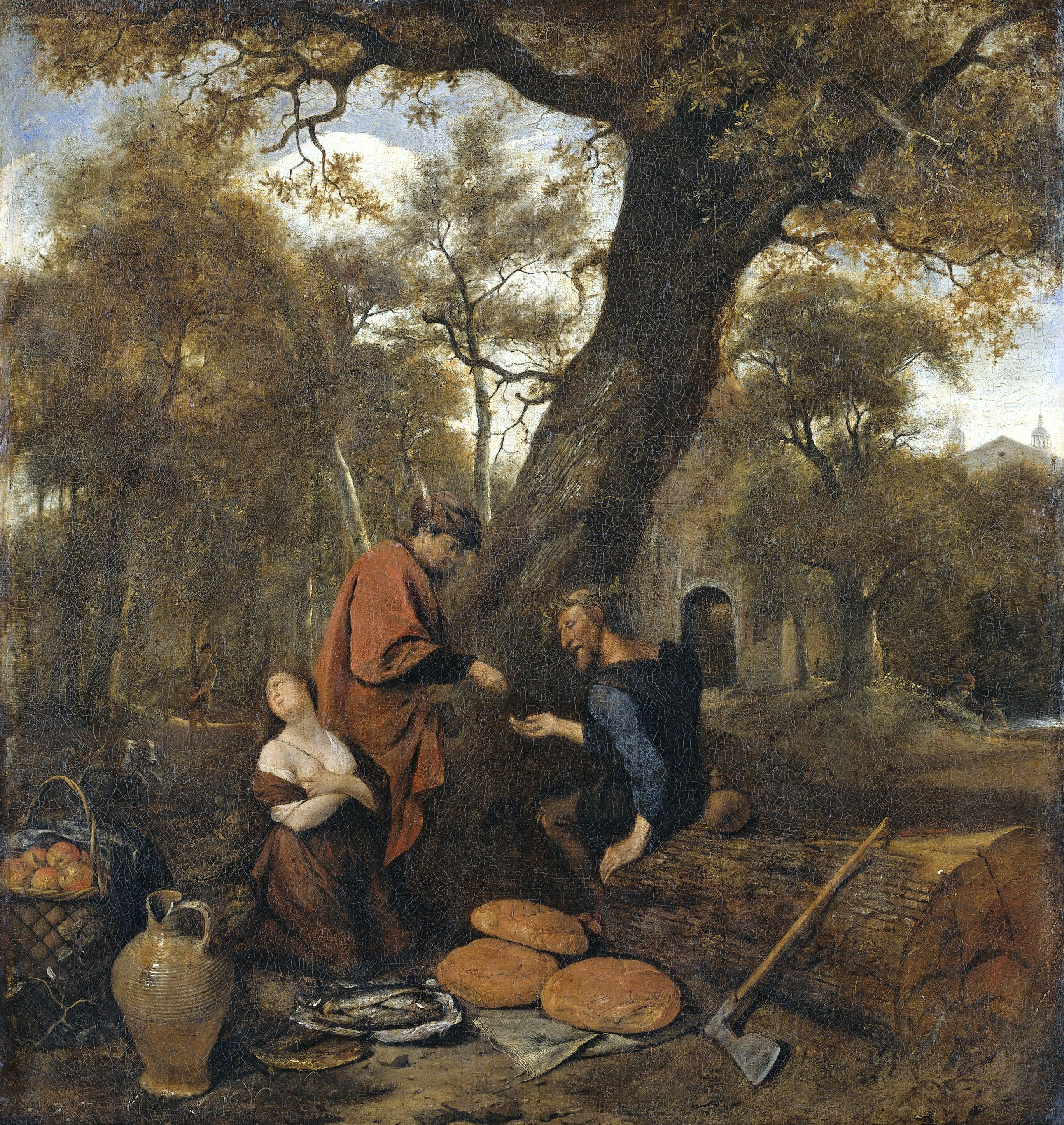
Эрисихтон продаёт свою дочь Мнестру